# Gmina Serniki
Die Gmina Serniki ist eine Landgemeinde im Powiat Lubartowski der Woiwodschaft Lublin in Polen. Ihr Sitz ist das gleichnamige Dorf.

## Gliederung
Zur Landgemeinde Serniki gehören folgende 13 Ortschaften mit einem Schulzenamt:
Brzostówka I
Brzostówka II
Czerniejów
Nowa Wieś
Nowa Wola I
Nowa Wola II
Serniki
Serniki-Kolonia
Wola Sernicka
Wola Sernicka I
Wola Sernicka II
Wola Sernicka-Kolonia
Wólka Zabłocka
Wólka Zawieprzycka